# 楠日 (上萨瓦省)
楠日（法語：Nangy，法語發音：[nɑ̃ʒi]）是法国上萨瓦省的一个市镇，属于圣于连昂热讷瓦区。

## 地理
楠日（46°9'15"N, 6°18'23"E）面积4.35 平方千米，位于法国奥弗涅-罗讷-阿尔卑斯大区上萨瓦省，该省份为法国东部省份，历史上为薩伏依的一部分，北与瑞士接壤，西接安省，南至萨瓦省，东与瑞士和意大利接壤。
与楠日接壤的市镇（或旧市镇、城区）包括：阿尔塔-圣母桥村、博讷、阿尔沃河畔孔塔米讷、菲兰日、雷尼耶-埃斯里。

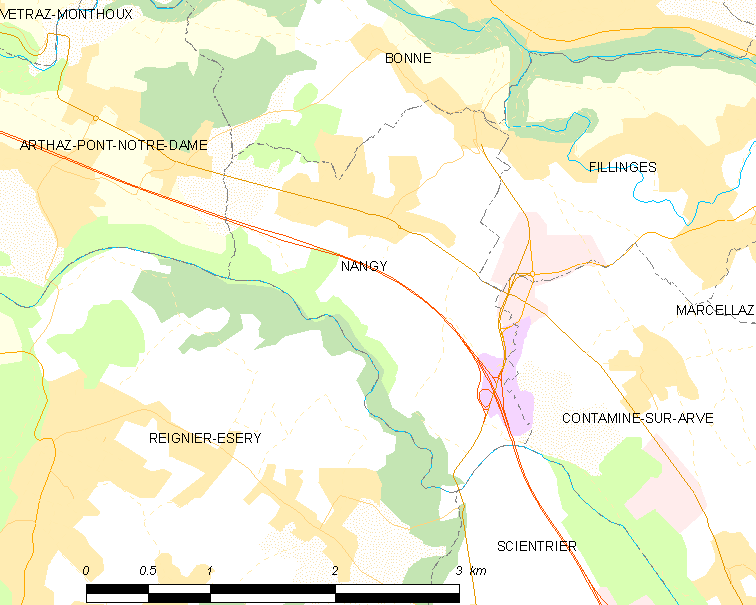
的OSM定位图

楠日的时区为UTC+01:00、UTC+02:00（夏令时）。

## 行政
楠日的邮政编码为74380，INSEE市镇编码为74197。

## 政治
楠日所属的省级选区为福龙河畔拉罗什县。

## 人口

1962-2008年间人口变化图示

楠日于2022年1月1日时的人口数量为1708人。